# Воронов, Игорь Николаевич
Игорь Николаевич Воронов (род. 17 декабря 1940, Москва) — российский и советский певец и педагог, народный артист Российской Федерации (1994), художественный руководитель вокального квартета «Росс-Антик», один из ведущих деятелей отечественного камерного искусства.

## Биография
Родился 17 декабря 1940 года в Москве.

### Образование
В 1962 году окончил Музыкальное училище при Московской государственной консерватории им. П. И. Чайковского. Окончил консерваторию в 1970 году.

### Трудовая деятельность
С 1962 года — солист вокально-драматической части МХАТа СССР имени Горького.
С 1966 года — солист Малого театра СССР.
С 1967 года — солист Большого хора Всесоюзного радио и телевидения.
С 1968 года — солист Государственного Академического Русского хора им. А. Свешникова.
Является с 1980 года неизменным художественным руководителем мужского вокального квартета «Росс-антик» Пермской областной филармонии. Свои программы И. Н. Воронов в основном посвящает музыкальному наследию России. Творческое кредо ансамбля — возрождение лучших образцов вокального искусства XVII—XIX веков: знаменных распевов, стихир, кантов, партесных концертов, старинных русских народных песен. В концертах ансамбля звучат также произведения западноевропейской классики, и специально написанные для него произведения современных авторов — В. Артемова, И. Катаева, В. Калистратова, В. Дьяченко и ряда других.
С 1983 года преподаёт на вокальном отделении Академического музыкального колледжа при Московской государственной консерватории им. П. И. Чайковского.
С 1998 года преподаёт в Московской оперетте. С 2003 года — в ГИТИСе.
С 1991 года — член совета Благотворительного фонда культуры.
Проводил мастер-классы в городах России и за рубежом.

## Звания и награды
- Заслуженный артист РСФСР (1978)
- Ветеран труда (1991).
- Народный артист Российской Федерации (1994)[1].
- Медаль «В память 850-летия Москвы» (1997).
- Медаль Международного союза музыкальных деятелей культуры (2006).